# ردينة

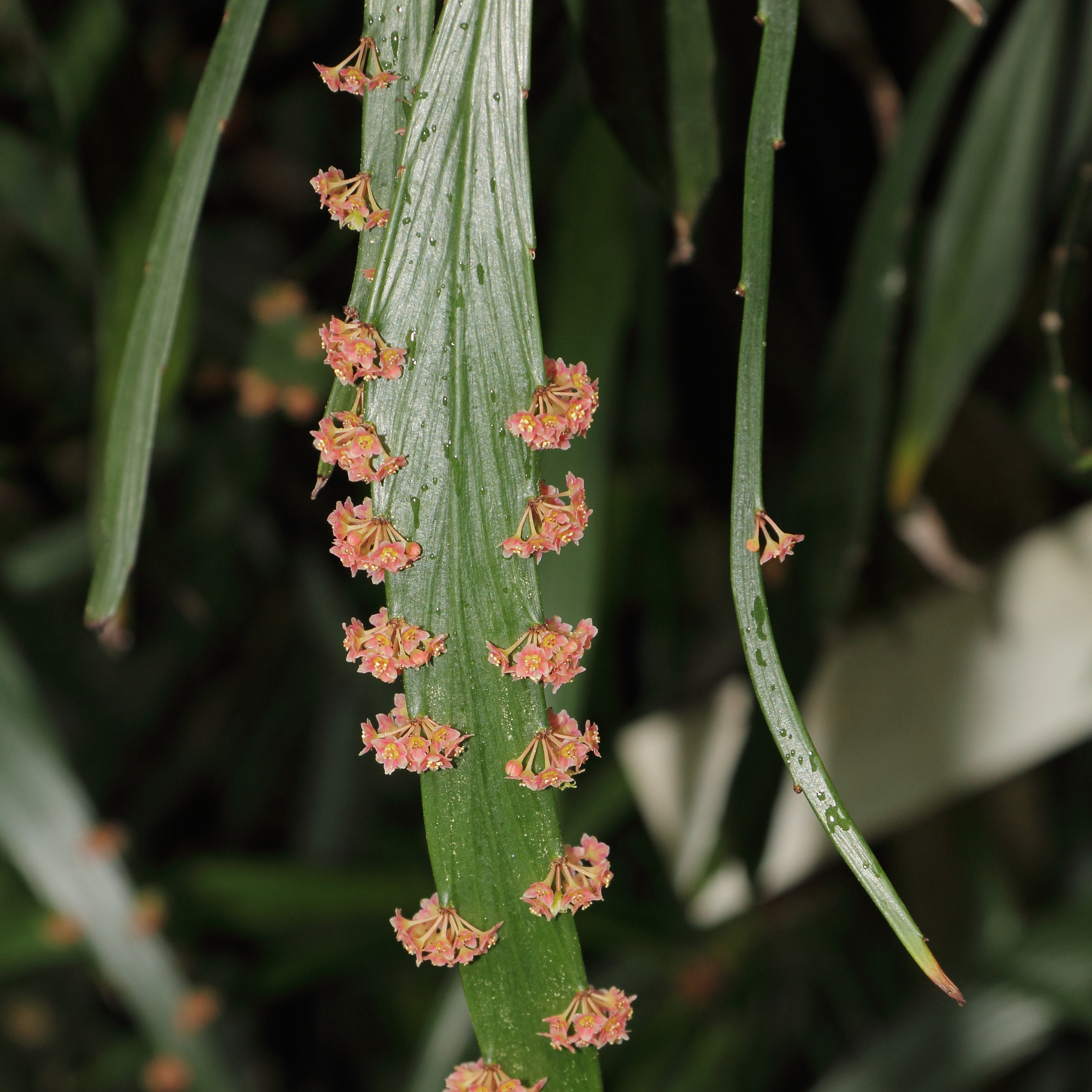

الرَّدِينة ورقة كاذبة أو شبه ورقة تكون في سوق بعض النباتات كما في السفندر.

## معرض الصور

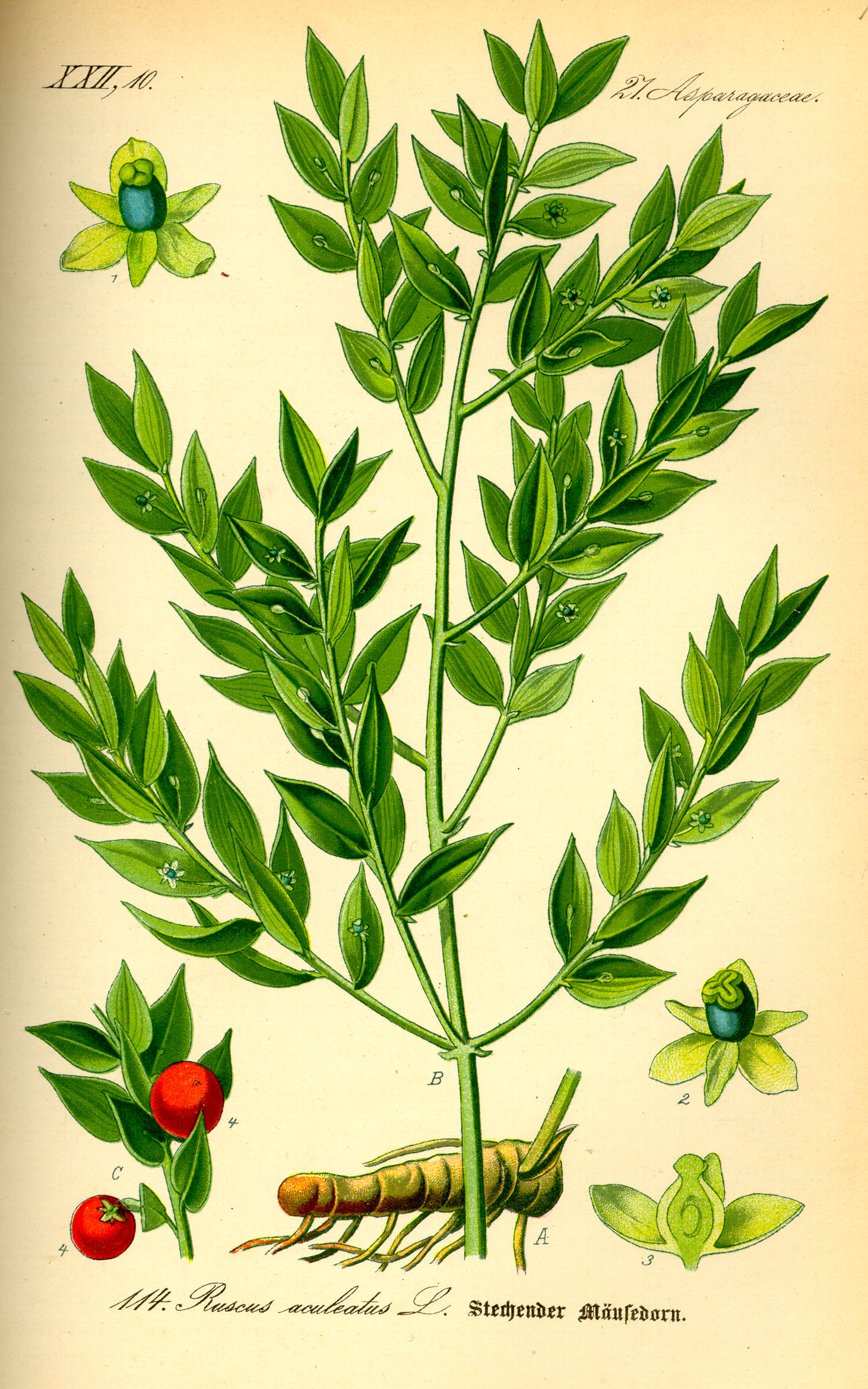
رسم توضيحي نباتي لـسفندر مدبب يظهر الردائن
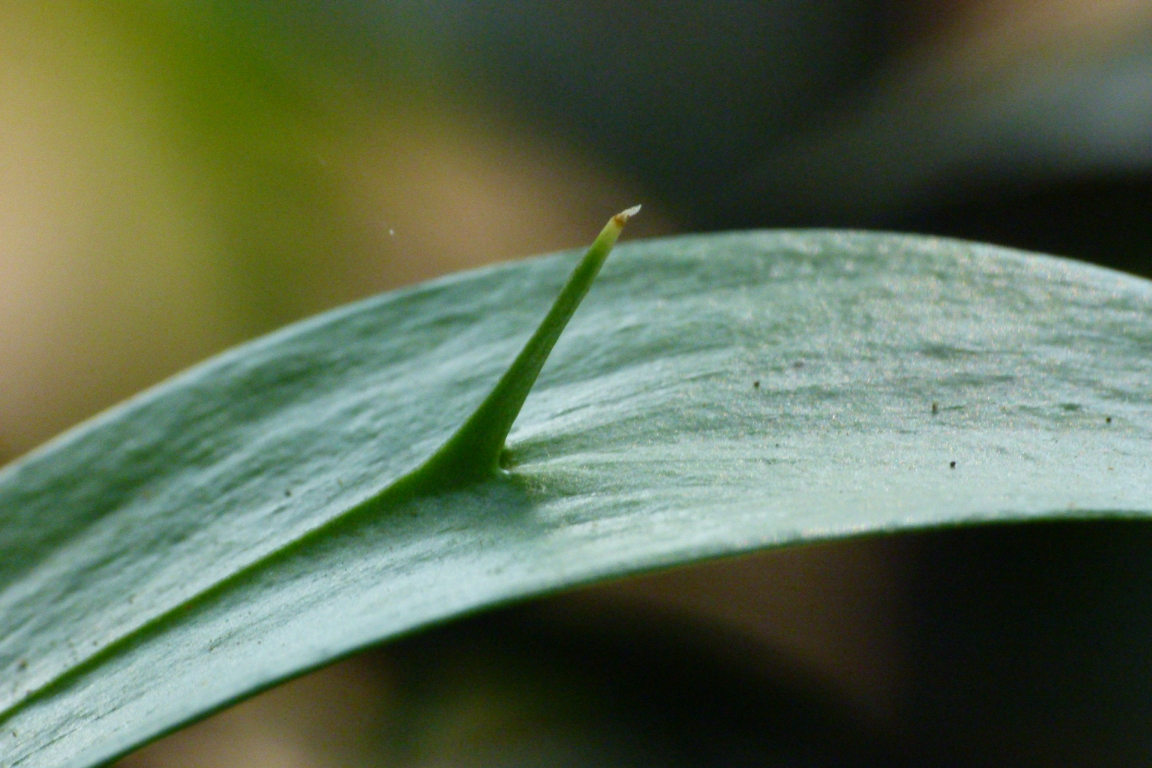
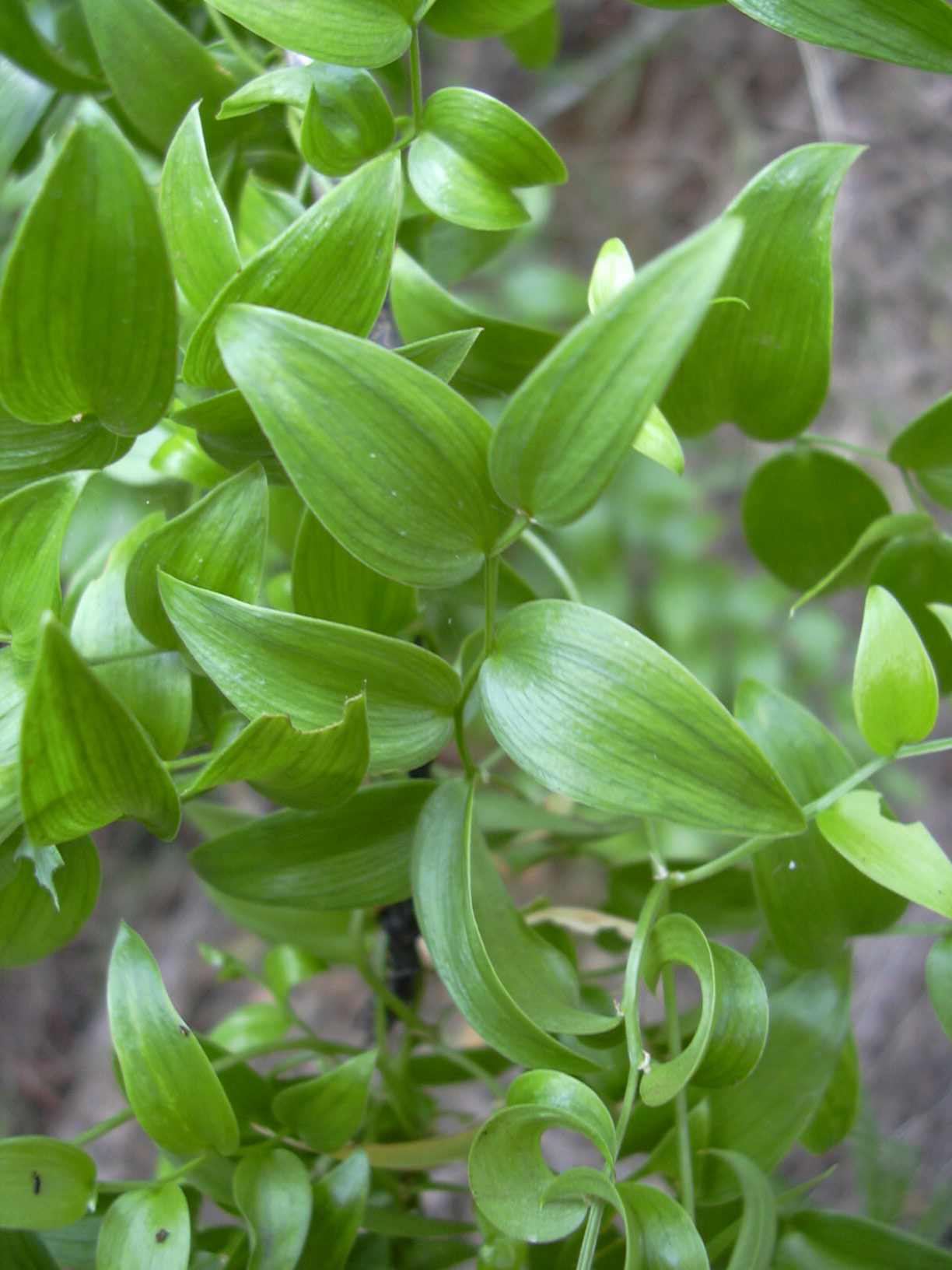
ردائن في أحد أنواع الهليون Asparagus asparagoides